# Prenons la Une
Prenons la Une est une association féministe de femmes journalistes, fondée en 2014 sous forme de collectif, qui œuvre « pour une meilleure représentation des femmes dans les médias et l’égalité dans les rédactions ». En 2018, elle s’est transformée en association loi de 1901 pour venir en aide des victimes de violences sexistes dans les médias. Le 1er octobre 2020, Prenons La Une remporte le Grand Prix du Journalisme des Assises Internationales du Journalisme.

## Historique
L’été 2013, Claire Alet, rédactrice en chef à Alternatives économiques, commande à Léa Lejeune, journaliste en piges et en CDD à Libération, un article état des lieux de la représentation des femmes dans les médias et les inégalités professionnelles dans les rédactions y contribuent. Les femmes sont sous-représentées dans les médias où elles n’apparaissent que dans 27 % des nouvelles et ne constituent que 18 % des expertes, d’après le rapport Global Media Monitoring Project (GMMP) de 2010. Les femmes journalistes ne représentent que 19 % des directions de rédactions, 34 % des rédactrices en chef et sont généralement plus précaires que leurs collègues masculins (53 % de pigistes), d’après la Commission de la carte d’identité des journalistes professionnels (CCIJP).
Les deux journalistes sont persuadées que ces éléments sont corrélés. À cette époque, le traitement sexiste de l’affaire Dominique Strauss-Kahn dans les médias choque. Les femmes journalistes des Échos entament une « grève des signatures » pour protester contre une nouvelle nomination d’homme à un poste de direction.
En quelques mois, elles réunissent des journalistes qui partagent leur ressenti et lancent le 4 mars 2014, dans le journal Libération, la tribune fondatrice du collectif Prenons la Une « Femmes à la Une ». Les premières signataires sont Claire Alet, Ségolène Hanoteaux, Léa Lejeune, Ariane Lavrilleux, Mélissa Theuriau, Ruth Elkrief, Audrey Pulvar et Rokhaya Diallo. En quelques jours, la tribune recueille plus de 800 signatures d’hommes et de femmes de la profession et soutiens. 
Le collectif prend rapidement le relai de l'Association des femmes journalistes tombée en désuétude. 

### Organisation en association
Lorsque le mouvement #MeToo éclate, deux journalistes françaises, victimes déclarées de harcèlement sexuel au travail viennent demander le soutien de Prenons la Une qui décide de se constituer en association pour pouvoir les accompagner en cas de poursuites judiciaires. C’est chose faite lors d’une assemblée générale constituante le 17 janvier 2018. « Prenons la Une » peut alors se constituer partie civile avec les victimes.
À cette occasion, Léa Lejeune, journaliste à Challenges, est élue présidente, Claire Alet est nommée présidente d’honneur. Aude Lorriaux et Lauren Bastide deviennent les premières porte-paroles, Laure Daussy est secrétaire générale adjointe.
Le 17 juillet 2021, Melissa Bounoua qui appartenait à son conseil d'administration, démissionne de l’association juste après en avoir été suspendue, à la suite d'accusations de harcèlement moral à Louie Media. En octobre 2021, à la suite de critiques sur les conditions de travail au sein de Nouvelles écoutes, Lauren Bastide démissionne également du conseil d’administration de l’association.

## Les activités de Prenons la Une

### Les revendications
Prenons la Une milite pour la présence de 50 % d’expertes dans les médias et souhaite lutter contre les stéréotypes sexistes dans les contenus. Elle milite aussi pour l’intégration d’un critère de parité aux postes de direction dans l’attribution des aides à la presse. 

### Violences
Prenons la Une s’engage sur la représentation des violences faites aux femmes dans les médias. Le 24 novembre 2014, elle publie une tribune intitulée « le crime passionnel n’existe pas » enjoignant aux rédactions d'améliorer leurs pratiques, puis elle organise une table ronde en présence de la ministre des Droits des femmes Laurence Rossignol. A cette occasion, elle présente des « outils à usage des journalistes » inspirés des recommandations des professionnels du secteur et de ceux rédigées par la chercheuse espagnole Pilar Lopez Diez. Une dizaine de rédactions les adoptent dont France Télévisions, France Info et Mediapart.
En 2016, après l'enquête de Mediapart sur le député Denis Baupin, accusé de harcèlement et d'agressions sexuelles, Prenons la Une publie une tribune pour motiver les journalistes à continuer les enquêtes sérieuses sur ces sujets et aussi documentées que les scandales politiques ou détournements de fonds. « Le Baupingate n'est pas une affaire de bonnes femmes » paraît dans Le Monde.

### Cours dans les écoles de journalisme
Prenons la Une souhaite que la formation au sexisme dans les contenus médiatiques et les rédactions fasse soit intégrée dans le programme de formation de journalistes. Ses membres donnent des cours et interviennent sur le sexisme dans plusieurs écoles de journalisme : l’ESJ de Lille, Sciences Po Paris, l’école de journalisme de Grenoble, l’IFP, le Centre de formation des journalistes, l’Institut de journalisme de Bordeaux Aquitaine, etc.
Prenons la Une intervient régulièrement lors des tables rondes des Assises du journalisme de Tours.

### L’égalité professionnelle
Au début de l’année 2018, une vague de rébellion de femmes journalistes se soulève dans plusieurs rédactions en France. Il y en a une au Parisien, au Nouvel Obs, à Ouest France. Elles reprochent à leurs directions de ne pas assez promouvoir de femmes aux postes de directions et de ne pas lutter contre les inégalités de salaires.
Prenons la Une leur apporte son soutien et rédige un Petit manuel de rébellion à usage des femmes dans les rédactions. Il contient des conseils pour négocier un plan d’action égalité professionnelle efficace dans les entreprises de presse ou mieux négocier les salaires à titre individuel.

### Affaire de la Ligue du LOL
En juin 2018, à la suite du cyberharcèlement groupé dont est victime la journaliste d’Europe 1 et 28 minutes Nadia Daam, Prenons la Une écrit une tribune pour alerter les directeurs de rédactions sur le cyber-harcèlement des femmes journalistes et réclame qu’il soit pris en compte comme un accident du travail. Quelques mois plus tard, elle organise à huis clos une master class avec Nadia Daam.
En février 2019, l’affaire de la Ligue du LOL éclate. Un groupe de journalistes, communicants et publicitaires en vue ont harcelé des jeunes femmes précaires et personnes LGBT sur les réseaux sociaux entre 2009 à 2013. La présidente de Prenons la Une, Léa Lejeune, est une des principales victimes et témoigne sur Slate et à la télévision. Prenons la Une rédige une nouvelle tribune contre le cyber-harcèlement en collaboration avec l’association des journalistes LGBT, « La Ligue du LOL n’a rien d’une exception ».
Cette démarche est critiquée par Valeurs actuelles qui accuse l'association d'avoir profité de l'affaire afin de « prendre davantage de pouvoir au sein des rédactions ». L'hebdomadaire estime que « le procédé a de quoi surprendre tant il est paradoxal. C'est pour dénoncer l'entre-soi des boys clubs, que ces dernières décident de les imiter ouvertement ». Et de raconter que dans la foulée de l'affaire, l'association Prenons la Une a proposé la « candidature symbolique de 30 de ses adhérentes aux postes laissés vacants par la Ligue du LOL ». L'hebdomadaire ajoute que ce « putsch médiatique » aurait été célébré lors de dîners organisés par la féministe Rebecca Amsellem. Interrogée dans Marianne, Léa Lejeune, présidente de l'association Prenons la une, déclare que « l'opération a été mal comprise ». De son côté, Marianne rétorque : « Pas tant que ça : des femmes ont remplacé les parias aux Inrocks, ainsi que dans une bonne partie des rédactions concernées. Était-ce le but de la manœuvre ? ».
Le 13 avril 2019, Prenons la Une a organisé à la Cité des sciences et de l'industrie, les premiers États généraux des femmes journalistes où 350 journalistes sont venues raconter leur vécu et apporter des solutions pour lutter contre le sexisme dans les médias,. 
En mai 2019, l'association demande l'ouverture d'une enquête sur la Ligue du LOL au procureur de la République. Pour la présidente de l'association Léa Lejeune, qui « regrette qu'il n'y ait pas eu d'enquête préliminaire ouverte dans cette affaire », il s'agit de « faire la lumière sur l'ampleur des faits ». Une dizaine de mises à pied a été décidée, une enquête pour harcèlement a été ouverte par le parquet de Paris, comme le rapporte L'Obs le 20 février 2020. En mai 2019, Le Figaro affirme qu'aucune plainte n'a été déposée. En décembre 2019, Léa Lejeune annonce sur Twitter déposer plainte contre Alexandre Hervaud à la suite d'un courrier de ce dernier comportant des « accusations fausses ». En février 2021, la 17e chambre du tribunal judiciaire de Paris a annulé l’intégralité de l’assignation de Léa Lejeune et l’a condamnée à verser une indemnisation à Alexandre Hervaud selon Marianne.

## Les valeurs
Prenons la Une est une association féministe, mais pas généraliste, elle n'accepte que les journalistes. Elle ne se prononce pas sur les questions féministes clivantes, sans rapport avec les médias, comme la législation sur la prostitution ou le port du voile, afin de pouvoir rassembler toutes les femmes journalistes eu égard à leurs opinions.
Depuis le printemps 2018, Prenons la Une est une association intersectionnelle. Cela signifie qu’elle prend en compte dans toutes ses tribunes ou actions les discriminations de races, d’orientation sexuelle ou d’origine sociale qui peuvent s’ajouter aux discriminations en raison du sexe.